# Olimpia MCMXXI Satu Mare
Club Sportiv Suporter Club Olimpia MCMXXI Satu Mare, cunoscut sub numele de Olimpia Satu Mare, sau pe scurt Olimpia, este un club de fotbal din Satu Mare, România, ce evoluează în prezent în Liga a III-a. Clubul a participat în prima divizie a României de 6 ori în perioada comunistă și doar o dată după Revoluția din 1989. 
Echipa își dispută meciurile considerate pe teren propriu pe Stadionul Olimpia. Aceasta s-a retras din toate competițiile în februarie 2018 din cauza problemelor financiare care în cele din urmă au dus la desființarea oficială a echipei de fotbal. În anul 2019, clubul a fost refondat de suporteri promovând în acel an în Liga a IV-a, iar în sezonul 2022-23 a reușit promovarea în Liga a III-a.

## Istorie
De-a lungul existenței sale Olimpia a purtat diverse nume, unele fiind utilizate înainte sau după, și de alte echipe sătmărene (Someșul, CFR, Metalul), acestea fiind: Olympia CFR, Locomotiva, Progresul, ASMD (Asociația Sportivă Muncitoresc-Dinamovistă), Sătmăreana, ACF Olimpia.
În luna mai a anului 1921. la Subcomitatul Regional Oradea al F.S.S.R. s-a prezentat o delegație care a solicitat afilierea proaspăt înființatei echipe Olimpia Satu Mare. Dintre numele fotbaliștilor legitimați cu acel prilej au ajuns până la noi următoarele: I. Mihalca, Gh. Șuta, D. Pop, E.Gross, E. Nyul, S. Frank, C. Rațiu, V. Sabău, J. Winkller, A. Șoranu, C. Hotyar, K. Kokenessi. După cinci ani Olimpia câștigă campionatul zonal și se califică în sferturile de finală ale campionatului național de fotbal, unde este eliminată de către multipla campioană Chinezul Timișoara. În 1934, Olimpia se califică în sferturile de finală ale primei ediții a Cupei României. În toamna aceluiași an se înființează Divizia "B", iar în seria a III-a participă și Olimpia CFR Satu Mare. Peste doi ani, în urma reorganizării fotbalului românesc, Olimpia ajunge în Divizia "A", dar retrogradează imediat.
După al Doilea Război Mondial urmează o perioadă tulbure, marcată de fuziuni, reorganizări și scandaluri la diviziile inferioare. Abia în anul 1974 Olimpia promovează în prima divizie, unde un an mai târziu obține cea mai bună performanță a sa din perioada divizionară a campionatului național, locul 9. După o retrogradare și o altă promovare în divizia de elită, Olimpia ajunge în 1978 în finala Cupei României, unde este învinsă. După doi ani echipa revine în "B", unde a fost printre fruntașele seriei, până în 1993 când retrogradează în divizia "C" în urma unui scandal. Peste doi ani Olimpia revine în "B", iar în 1998 promovează în "A", dar retrogradează imediat. Performanțele rămân mediocre, echipa ajungând în 2006 să retrogradeze în Liga a III-a.  Doi ani mai târziu clubul este retrogradat în Liga a IV-a din cauza problemelor financiare, iar acesta suferă o restructurare majoră.
Olimpia Satu Mare a promovat chiar în primul sezon după reorganizare și ajunge în Liga a II-a în vara anului 2013. Din acest punct rămâne o echipă obișnuită, cel mai bun rezultat fiind locul cinci în sezonul 2014-2015. În pauza competițională de iarnă a sezonului 2017-2018 clubul este depunctat cu 46 de puncte din cauza problemelor finaciare care au cauzat neplata salariilor către jucători și exclus ulterior din divizia secundă.
Ultimul președinte al echipei de fotbal Olimpia Satu Mare a fost Istvan Merkli, unul dintre suporterii echipei de fotbal și antreprenor local. Acesta i-a luat locul fostului președinte Attila Karda, care a fost demis de la echipa de fotbal.

## Stadion
Olimpia Satu Mare își joacă meciurile de pe teren propriu pe Stadionul Olimpia Daniel Prodan. Capacitatea sa este 18.000 de locuri și este administrat de municipalitățile orașului Satu Mare. Stadionul a fost inaugurat în anul 1942, după o construcție de 6 ani. Olimpia joacă în continuare pe acest stadion, de la deschidere și până în prezent.

## În prezent
Asociația Suporterilor „Voluntari Olimpiști” a înființat echipa de fotbal „Suporter Club Olimpia MCMXXI”, aceasta fiind echipa susținută de către fanii echipei Olimpia Satu Mare care s-a desființat. Echipa Olimpia MCMXXI activează în Liga a-III-A.
Antrenorul echipei de fotbal Olimpia MCMXXI este Cristian Popa .
În paralel cu echipa înființată de către Asociația Suporterilor „Voluntari Olimpiști”, autoritățile locale au extins activitatea Clubului Sportiv Municipal cu o ramură de fotbal. Echipa activează sub numele CSM Olimpia Satu Mare. CSM Olimpia Satu Mare activează în Liga a III-a.
Olimpia MCMXXI își desfășoară meciurile oficiale pe Stadionul Someșul, pe când CSM Olimpia Satu Mare pe Stadionul Olimpia-Daniel Prodan, deoarece Primăria Satu Mare a refuzat în repetate rânduri ca Olimpia MCMXXI să își dispute meciurile de pe teren propriu pe Stadionul Olimpia-Daniel Prodan .

## Palmares
```
 
Liga I
```

Locul 9 (1): 1974-1975
```
 
Liga a II-a
```

Campioană (3): 1973-1974, 1976-1977, 1997-1998
Vicecampioană (2): 1935-1936, 1980-1981
```
 
Liga a III-a
```

Campioană (3): 1968-1969, 2012-2013
Vicecampioană (2): 1994-1995, 2011-2012
```
 
Cupa României
```

- Finalistă (2):  1977-1978

## Lotul sezonului 2016-2017
La 16 noiembrie 2016.
| Nr. |         | Poziție | Jucător                                           |
| --- | ------- | ------- | ------------------------------------------------- |
| 1   | România | P       | Iulian Anca-Trip                                  |
| 2   | România | F       | Florin Mureșan                                    |
| 3   | România | F       | Cosmin Iuhas (Căpitan)                            |
| 5   | România | M       | Raul Krausz                                       |
| 6   | România | F       | Valter Heil                                       |
| 7   | România | A       | Bogdan Faur                                       |
| 8   | România | M       | Rareș Takács                                      |
| 9   | România | M       | Vasile Pop                                        |
| 10  | România | M       | Mihai Onicaș                                      |
| 11  | România | A       | Cosmin Bura                                       |
| 14  | România | A       | Carlo Erdei (împrumutat de la Pandurii Târgu Jiu) |
| 15  | România | M       | Silviu Pană                                       |
| 16  | România | M       | George Tudoran (împrumutat de la Viitorul)        |

| Nr. |         | Poziție | Jucător         |
| --- | ------- | ------- | --------------- |
| 17  | România | F       | Dumitru Muntean |
| 18  | România | M       | Robert Villand  |
| 19  | România | F       | Ciprian Duruș   |
| 26  | România | M       | Denis Chivari   |
| 27  | România | M       | Daniel Feier    |
| 28  | România | M       | Darius Lukacs   |
| 30  | România | M       | Gabriel Roatiș  |
| 44  | România | P       | Marius Șuta     |
| 70  | România | F       | Adrian Ciul     |
| 94  | România | M       | Romario Rus     |
| 97  | România | A       | Andrei Ludușan  |
| 98  | România | M       | Toni Kanaloș    |
| 99  | România | M       | Gabriel Cădar   |

### Jucători împrumutați
| Nr. |         | Poziție | Jucător                       |
| --- | ------- | ------- | ----------------------------- |
| —   | România | F       | Mark Csik (la Recolta Dorolț) |
| —   | România | M       | Raul Ștef (la Recolta Dorolț) |

| Nr. |         | Poziție | Jucător                         |
| --- | ------- | ------- | ------------------------------- |
| —   | România | A       | Horia Bîgiu (la Recolta Dorolț) |
| —   | România | A       | Thomas Goț (la Recolta Dorolț)  |

## Jucători importanți
| - Gavrilă Both - Lajos Keizer - Tăbăcaru Nicolae - Daniel Prodan - Gábor Gerstenmájer - Zoltán Ritli - Florin Fabian - Mircea Bolba - Levente Paul - Florin Gardoș - Ervin Zsiga - Adrian Sălăgeanu - Sergiu Costin - Martin Tudor - Marian Alexandru - Emilian Dolha - Radu Chioreanu - Mircea Stanciu - Costel Mozacu | - Sorin Iodi - Cristian Lupuț - Claudiu Cornaci - Iulian Roșoagă - Cristian Ivan - Petru Chiratcu - Lucian Nan - Pavel Adrian Dulcea - Tudor Zamfirescu - Ciprian Prodan - Ovidiu Suciu - Petrică Negrea - Marcel Băban - Andrei Mărgăritescu - Sabin Pâglișan - Cătălin Bozdog - Ioan Pap-Deac - Dumitru Dumitriu. |

Florin Muresan

## Antrenori notabili
- Emerich Jenei
- Traian Ionescu
- Iosif Vigu
- Tiberiu Csik
- József Kiprich
- Tibor Selymes
- Stefan Zobromovich
- Gheorghe Staicu.